# Llista de sufixos
Aquesta és la llista de sufixos més usuals en català.
| Sufix        | Paraula que crea            | Significa | Exemple |
| ------------ | --------------------------- | --- | --- |
| -à/-ana      | Nom > nom                   | Ofici o activitat | Cristià, escolana |
| -à/-ana      | Nom > adjectiu              | Relació o pertinença | Ciutadà, urbà |
| -à/-ana      | Adverbi > adjectiu          | | Llunyana, llunyà |
| -aca         | Nom > nom                   | Col·lectiu | Fullaca, fullaraca |
| -ada         | Nom > nom                   | Col·lectiu o intensiu, de coses o fenòmens atmosfèrics, noms de contingut; plenitud d'ocupació d'una cosa; quantitat de cosa continguda en un recipient o lloc; intensitat pejorativa | Gentada, teulada; ventada; cullerada; fornada; ventrada; salivada Aquest sufix en alguns casos es reforça també intercalant un altre sufix, amb formes com -erada (nierada, gitarada), -arrada (becarrada), -assada (eugassada), -etada (peixetada, carretada). |
| -àlgia       | Nom > nom                   | Dolor | Lumbàlgia |
| -aire        | Nom > nom                   | Ofici o activitat | Drapaire, batallaire |
| -aire        | Verb > adjectiu             | Característica | Xarraire-xerraire |
| -al          | Nom > nom                   | Col·lectiu (lloc o camp plantat de: castellanisme?); augmentatiu (objectes) | Personal, dineral |
| -all         | Nom > nom                   | Col·lectiu (objectes) | Plomall, brancall, buscall, escampall |
| -all         | Verb > nom                  | Instrument | Ventall |
| -alla        | Nom > nom                   | Col·lectiu; pejoratiu (gent) | Fadrinalla; faramalla, gentalla |
| -alla        | Verb > nom                  | Acció o efecte | Rondalla |
| -am          | Nom > nom                   | Col·lectiu (plantes i lloc on creixen) | Donam, mossam, lladregam, bestiam, bigam, fustam; figueram |
| -ar          | Nom > nom                   | Col·lectiu (lloc o camp plantat de) | Bestiar, fossar, colomar; alzinar, pinar, tarongerar |
| -ar          | Nom > adjectiu              | Relació o pertinença | Polar, muscular |
| -ari         | Nom > nom                   | Col·lectiu (continent d'un conjunt de) | Mostrari, reliquiari, diccionari |
| -ària        | Adjectiu > nom              | Dimensions | Grandària, alçària |
| -as, -assa   | Nom > nom                   | Augmentatiu | Xicotàs, portassa |
| -assar       | Verb > Verb                 | Augmentatiu | Allargassar |
| -at          | Nom > nom                   | Col·lectiu (semblant a -ada. Gran quantitat de; contingut o capacitat de) | Cadirat, aiguat; grapat, manat, braçat |
| -at/-ada     | Nom > adjectiu              | Possessió | Alat, alada |
| -atge        | Nom > nom                   | Col·lectiu | Veïnatge, plomatge |
| -atge        | Verb > nom                  | Acció o efecte | Muntatge |
| -ble         | Verb > adjectiu             | Possibilitat | Menjable, probable |
| -ea          | Nom > nom                   | Col·lectiu (balear) | Al·lotea |
| -ea          | Adjectiu > nom              | Qualitat (valencià) | Perea, bellea |
| -ció         | Verb > nom                  | Acció o efecte | Publicació |
| -dís         | Verb > adjectiu             | propens a | Corredís, trencadís |
| -dor/-dora   | Verb > nom                  | Agent | Venedor/a |
| -dor/-dora   | Verb > nom                  | Lloc | Menjador, corredor |
| -dor/-dora   | Verb > nom                  | Instrument | Comptador, tapadora |
| -dor/-dora   | Verb > adjectiu             | Característica | Durador |
| -eda, -et    | Nom > nom                   | Col·lectiu de plantes | Olivet, oliveda |
| -egar        | Nom > verb                  | | Apedregar |
| -ejar        | Nom > verb                  | Freqüentatiu | Gotejar, puntejar |
| -ejar        | Adverbi > verb              | Freqüentatiu | Sovintejar, davantejar |
| -ejar        | Adjectiu > verb             | que comença o tira a | Clarejar |
| -enc         | Nom > adjectiu              | Relació o pertinença (gentilici) | Illenc |
| -enc/-enca   | Adjectiu > adjectiu         | | Rogenc, rogenca |
| -er/-era     | Nom > nom                   | Arbre o planta | Pomera, llimoner o llimera |
| -er/-era     | Nom > nom                   | Col·lectiu (lloc plantat de); ofici o activitat | Herber, fumer(a); jonquera; carter, carnissera |
| -er/-era     | Verb > adjectiu             | | Proper, propera |
| -eria        | Nom > nom                   | Col·lectiu; ofici o activitat | Cristalleria; fusteria, sastreria |
| -eria        | Adjectiu > nom              | Qualitat | Bogeria |
| -esa         | Adjectiu > nom              | Qualitat | Vellesa, pobresa |
| -et          | Verb > nom                  | Instrument | Xiulet |
| -ia          | Nom > nom                   | Col·lectiu; ofici o activitat | Escolania, llibreria; secretaria, mestria |
| -ia          | Adjectiu > nom              | Qualitat | Valentia, covardia |
| -ícia        | Adjectiu > nom              | Qualitat | Avarícia, brutícia |
| -ificar      | Nom > verb                  | | Classificar, dosificar |
| -ificar      | Adjectiu > verb             | | Fortificar, clarificar |
| -il          | Nom > adjectiu              | Relació o pertinença | Febril, juvenil |
| -im          | Nom > nom                   | Col·lectiu | Borrim, plugim |
| -ís/-issa    | Adjectiu > adjectiu         | propens a | Malaltís, malaltissa |
| -isme        | Nom o adjectiu > nom        | Corrent, doctrina | Socialisme, marxisme |
| -ista        | Adjectiu > nom              | Seguidor d'una corrent o doctrina, professió | Socialista, nacionalista, futbolista |
| -iste/-ista  | Nom > nom                   | Ofici o activitat | Taxista, abolicionista |
| -ístic       | Nom > adjectiu              | Relació o pertinença | Estilístic, artístic |
| -itar        | Adjectiu > verb             | | Facilitar, debilitar |
| -itzar       | Nom > verb                  | | Hospitalitzar |
| -itzar       | Adjectiu > verb             | | Realitzar, normalitzar |
| -ívol/-ívola | Verb > adjectiu             | Característica | Mengívol |
| -ment        | Verb > nom                  | Acció o efecte | Afonament, nomenament |
| -ment        | Adjectiu (femení) > adverbi | | Ràpidament, històricament, darrerament, freqüentment |
| -menta       | Nom > nom                   | Col·lectiu | Ferramenta, vestimenta, cornamenta |
| -nça         | Verb > nom                  | Acció o efecte | Enyorança, naixença |
| -ó           | Verb > nom                  | Acció o efecte | Esvaró |
| -or          | Adjectiu > nom              | Qualitat | Dolçor, lluentor |
| -òria        | Nom > nom                   | Col·lectiu (acció i efectes múltiples) | Cridòria |
| -ós/-osa     | Adjectiu > adjectiu         | | Blavós, blavosa |
| -ós/-osa     | Verb > adjectiu             | Abundància | Agradós |
| -osa         | Nom > nom                   | Col·lectiu (plantes i lloc on creixen) | Avetosa |
| -um          | Nom > nom                   | Col·lectiu (pejoratiu) | Femellum, masclum; pixum, greixum |
| -úria (-ura) | Nom > nom                   | Col·lectiu | Boscúria, blancúria, foscúria |
| -ut/-uda     | Nom > adjectiu              | Possessió | Banyut, banyuda |